# 朱健康
朱健康（1967年—），美籍华裔植物生物学家，安徽阜南人，美国国家科学院院士。主要从事植物逆境分子生物学研究。
朱健康1987年毕业于北京农业大学土壤与化学系。后赴美国留学，1990年获加州大学河滨分校植物学硕士学位，1993年获普渡大学植物生理学博士学位。此后曾任教于奥本大学、亚利桑那大学，2004年出任加州大学河滨分校整合基因组学研究所所长。2005年受聘为中国农业大学长江学者讲座教授。2009年任阿卜杜拉国王科技大学植物逆境基因组及技术中心（Center for Plant Stress Genomics and Technology）主任。2010年当选美国国家科学院院士。2012年4月中国科学院上海植物逆境生物学研究中心成立，由他领衔该研究中心的建设。